# Hans Martin Freyer
Hans Martin Freyer (* 6. November 1909 in Hannover; † 25. August 1975 in Pfaffenhofen an der Ilm) war ein deutscher Maler, Designer und Gebrauchsgrafiker.

### Tätigkeiten vor und während des Zweiten Weltkriegs

Volkswagen-Logo

## Ausbildung und berufliche Laufbahn
Hans Martin Freyer verbrachte seine Jugend in Darmstadt und studierte später an der dortigen Technischen Hochschule Architektur bis zum Vorexamen. 1933 folgte ein einjähriger Auslandsaufenthalt u. a. auf dem Balkan, in Italien, Frankreich und der Schweiz. Nach Rückkehr in Deutschland studierte er an der Hochschule für bildende Künste und an der Schule Reimann in Berlin. 1937 bis 1938 hielt er sich als Architekt für Außenraum- und Innenraumgestaltung in den USA auf und war dort auch als Bühnenbildner tätig.

### Entwurf des Volkswagen-Logos
Zurück in Deutschland folgte 1938 der Entwurf des Volkswagen-Signets zusammen mit dem Ingenieur Franz Xaver Reimspieß. Dieser hatte 1937 das erste Volkswagen-Logo gestaltet, das sich durch das V auf dem W auszeichnete. Es war mit einem Kreis in der Form eines Zahnrads, das sich auf die Kraft-durch-Freude-Ideologie bezog, umringt. Martin Freyer entwickelte 1938 dieses Emblem fort und schuf so das heutige VW-Logo, das fortan nur noch geringfügig abgewandelt wurde. Im gleichen Jahr erhielt er dafür einen Design-Preis. Sein Volkswagen-Logo behielt die zwei aufeinander angeordneten Buchstaben V und W bei. Ein weißer Kreis mit derselben Strichstärke umrundet die Buchstaben in Stil der Neuen Sachlichkeit.
Freyer ging zur Reimann-Schule nach Berlin und später auf die dortige Akademie. Er war ab 1939 als freier Bühnenbildner in Berlin tätig.
Während des Zweiten Weltkrieges betätigte sich Freyer als Kunstdesigner für Bühnenproduktionen von Opernhäusern, Kabarett-Bühnen und Varietés, darunter das Berliner Varieté Scala, das Kabarett der Komiker sowie das Neue Schauspielhaus in Königsberg.
Zwischendurch führte er auch Arbeiten im Malersaal der Bayreuther Festspiele aus.
Es folgten Tätigkeiten als Gebrauchsgrafiker und Industriedesigner für Flächendekors und Strukturen, Entwürfe für Tapeten (Tapetenfabrik Rasch), Textilien, Dekorationsstoffe, und Leichtmetall sowie Titelblätter für Schallplatten.
Danach folgte ein erneuter einjähriger Amerika-Aufenthalt mit Wohnsitz in New York und Tätigkeiten in den USA, Kanada und Mexiko. Nach Ende des Zweiten Weltkriegs eröffnete Freyer 1945 ein Porträtatelier in Wiesbaden. Während dieser Zeit erschuf er den „Vogel Phönix“ der in Wiesbaden das Verwaltungsgebäude „Questum“, ehemals Finanzamt, in der Mainzer Straße 35 ziert.

### Hildener Zeit

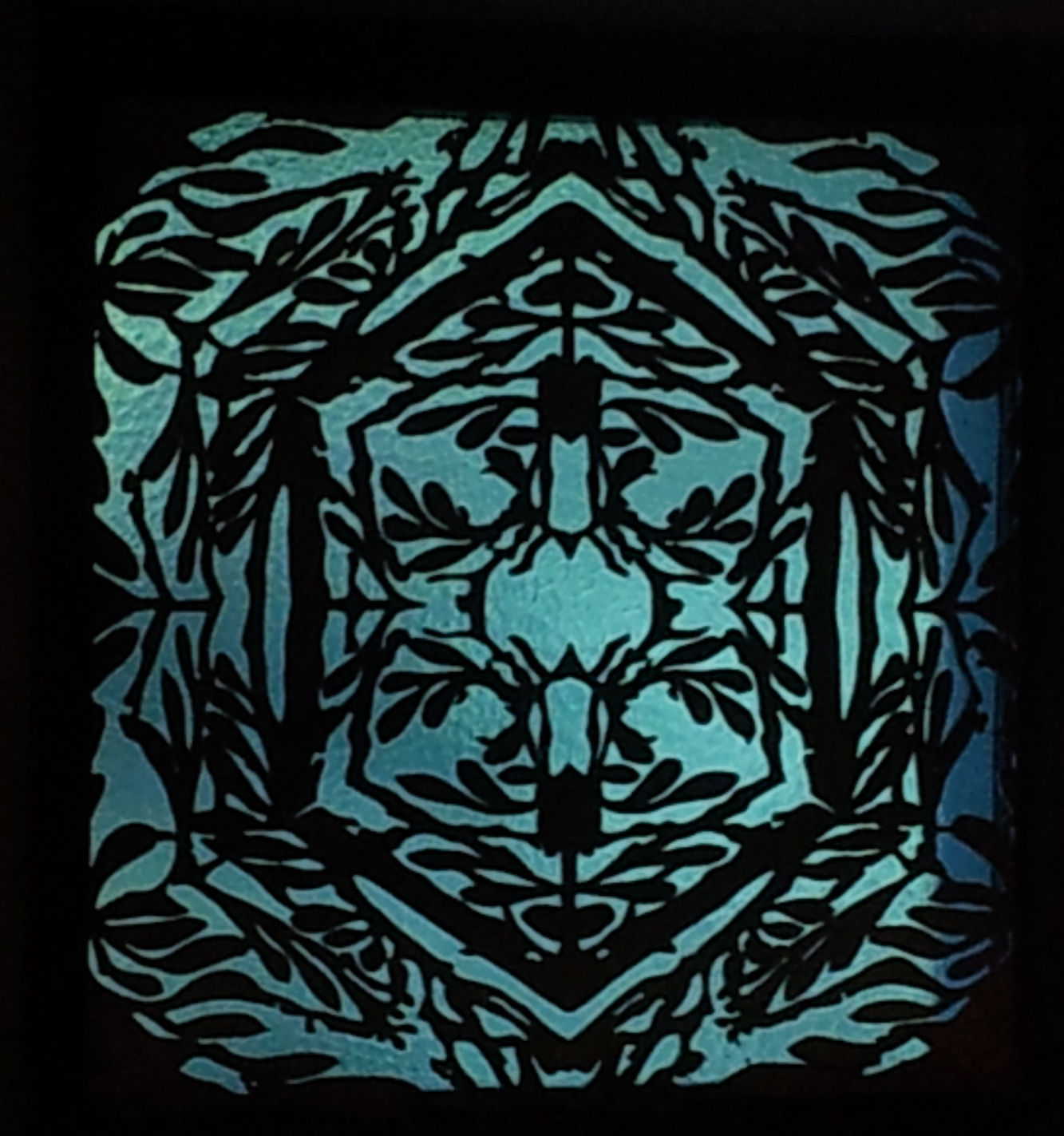
Glasbild von Martin Freyer

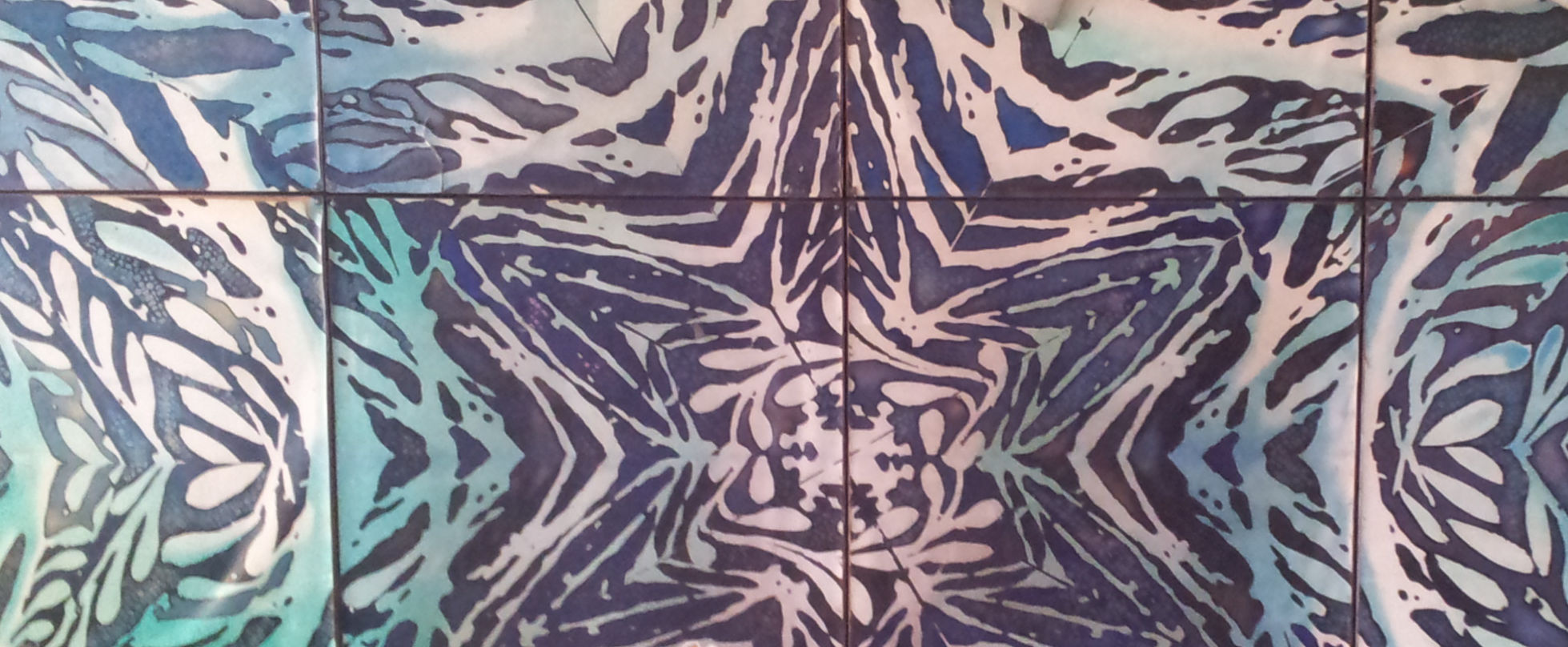
Wanddekor von Martin Freyer, Albert-Schweitzer-Schule, Hilden

Im Juli 1947 begann der Baukreis Hilden mit der Einrichtung dreier Werkstätten in den Oberlichtsälen der Spinnerei der Textilunternehmens Paul-Spindler-Werke an der Klotzstraße in Hilden. 1949 wurde Martin Freyer zusammen mit Hans Peter Feddersen Lehrer an der dazugehörigen Privatschule. Bis zur Schließung dieser Einrichtung im Jahr 1953 übernahm er dort eine „Werbegraphische Abteilung“, die 1947 von Walther Bergmann (1914–1979) gegründet worden war und durch die Mitarbeit des Fotografikers Curt Bieling ergänzt wurde.
Ziel der Arbeiten Martin Freyers war, bisher nüchterne Strukturen aufzulockern. Die Aufgabe bestand darin, die leeren Fläche materialgerecht zu beleben, in voller Harmonie mit dem Bauwerk und seiner architektonischen Struktur. Der Entwurf der Freyerschen Formelemente erlaubte eine vielfältige, variable Anwendung, vom Faltenwurf-Ornament bis hin zur Maserung, vom Filigranrelief bis zum großflächig abstrakten Muster. Die Struktur-Ornamente wirken im Licht.
Von Martin Freyer stammt u. a. ein ornamentales Wandbild und ein Glasbild in der ehemaligen Albert-Schweitzer-Schule in Hilden. Das Wandbild 4,80 × 3,60 ist aus zwölf Wandelementen zusammengesetzt. Darauf sind dicke Tapeten geklebt. Freyer hat die wiederholenden Ornamente mit kombinierter Lacktechnik in mehreren Schichten lackiert und gespritzt.
1963 führte Freyer Entwürfe für Relief-Betonsteine zur Innen- und Außengestaltung aus.
Von Freyer stammen das „Zeichen der Aluminiumzentrale“, einem Kreis der von einem A durchdrungen wird und das „Spindler-Emblem“ der Paul-Spindler Textilwerke, einer Webkette mit einem liegenden „S“ als Web-Schuss und umrundet mit dem Schriftzug „Vom Zellstoff zum Spindlerstoff“.

### Designer bei Rosenthal

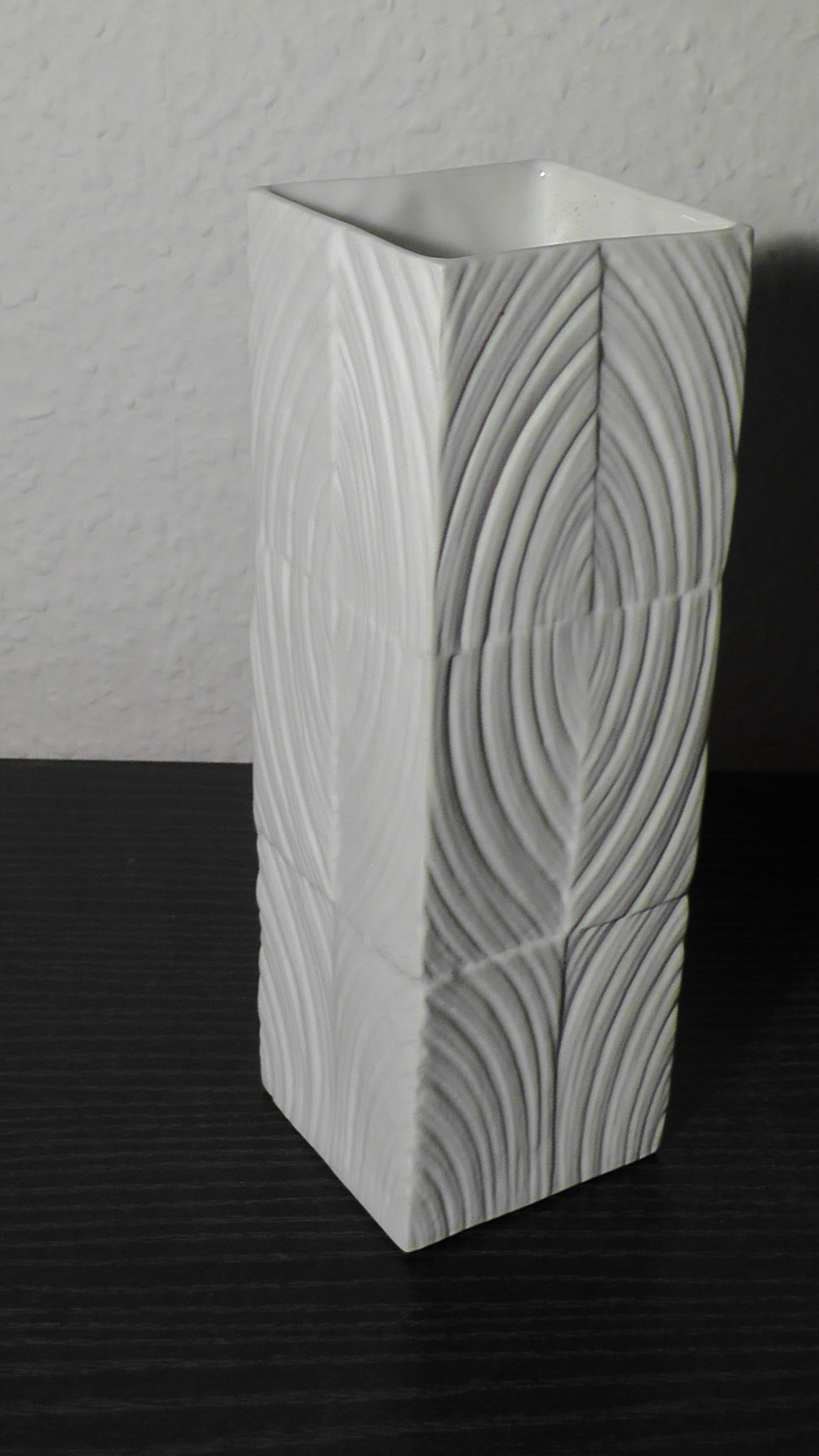
Vase Martin Freyer Rosenthal studio-line

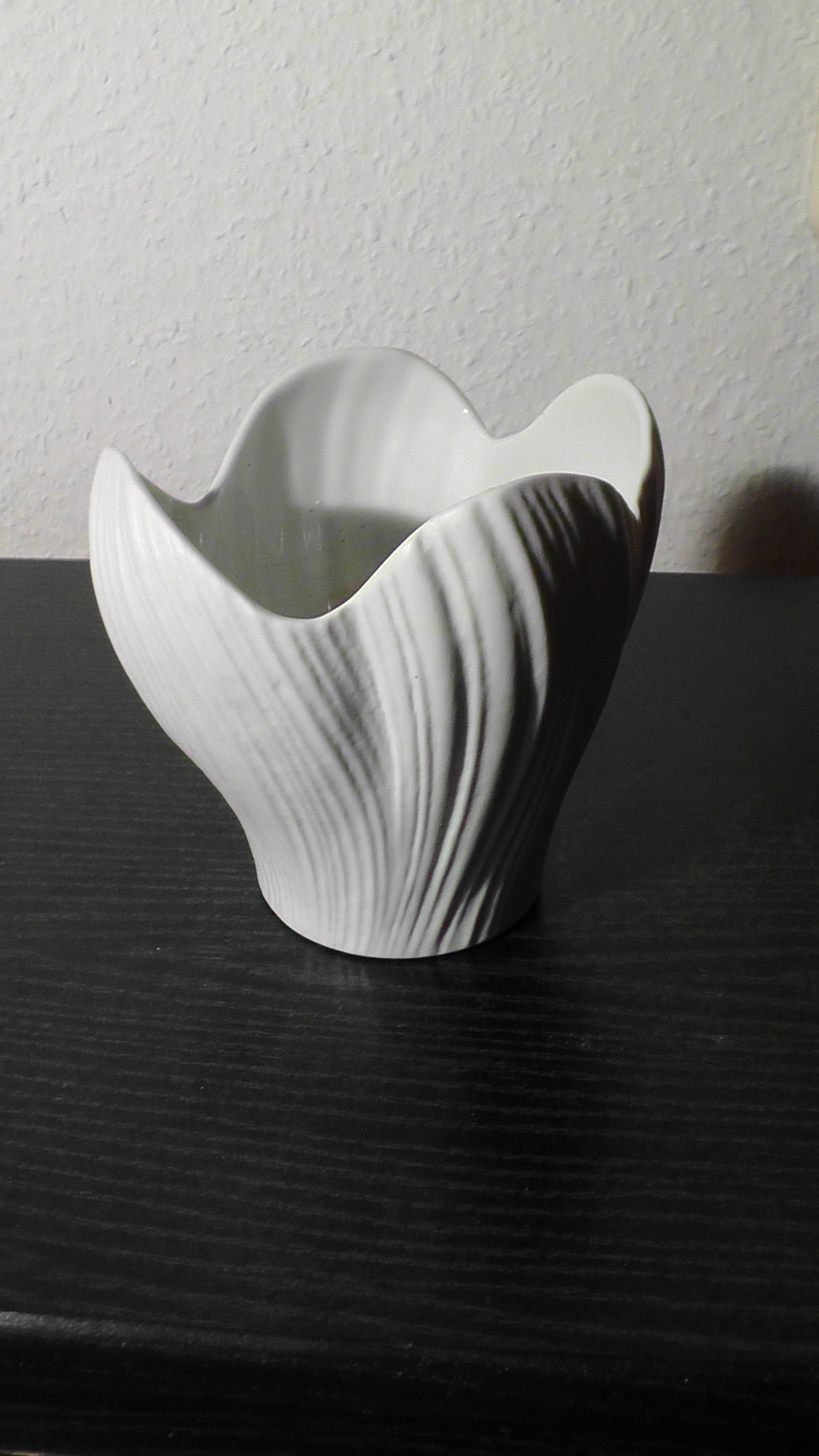
Vase Martin Freyer Rosenthal studio-line

Von 1964 bis 1974 führte er als freier Mitarbeiter der Porzellan-Manufaktur Rosenthal Reliefdekorentwürfe für Glas- und Porzellanvasen der später erneut aufgelegten „studio-line“ mit „Weißen Vasen“, „Schwarzen Vasen“ und „Glasstrukturen“ aus.
Bekannt wurde die von ihm geschaffene Plissee-Vase 1968 (Form 13027) in weißer und in schwarzer Zwiebelform. Rosenthal legte diese im Rahmen der Serie „50 studio-line“ später wieder neu auf.
Ab 1968 gehörten Plissee-Vasen zu Rosenthals Strukturen-Serie, deren Philosophie es war, Oberflächen zum Dekor werden zu lassen und diese einzig über ihre Materialität wirken zu lassen, was den Verzicht auf jegliche Farbigkeit möglich machte.
So erscheint die Vase, als ob sie aus feinem Plissee-Stoff bestünde, der sich fließend und leicht emporreckt und die Stängel der Blumen sanft umhüllt.
Weitere von Freyer entworfene Objekte waren Vasen der Typen Bisque, Relief, OP-Art, Mid-Century und Trio of Kaiser, sowie Porzellankerzenhalter und Dekorteller aus Biskuitporzellan.
Von 1970 bis 1971 führte er zusätzlich Fernsehdekorationen sowie Bühnenbilder für das Berliner Kabarett „Die Stachelschweine“ aus.

## Ausstellungen
- Martin Freyer: Hilden, New York; freie Arbeiten in neuartiger Technik, Flächendekors und Strukturen, raumplastische Elemente fand statt in der Städtischen Galerie Schloss Oberhausen, Oberhausen vom 14. Januar bis zum 11. Februar 1962; und danach im Deutschen Klingenmuseum, Solingen, vom 25. Februar bis zum 8. April 1962.[14]
- Rosenthal, Hundert Jahre Porzellan; fand statt im Museum August Kestner, Hannover vom 29. April bis 13. Juni 1982 und anschließend im Focke-Museum, Bremen, vom 20. Juni bis 15. August 1982.[15]

## Privatleben
Am 17. November 1941 heiratete Freyer Gertraud Auguste Martha Nachtigall und lebte mit ihr in Berlin. Seine erste Ehe wurde 1958 geschieden.
Während seiner Zeit in Hilden heiratete Freyer in zweiter Ehe am 3. April 1958 Lena Maaike Cornelia Michel (* 15. Januar 1921 in Kiel; † 5. Oktober 1960 in Duisburg).
Freyer wohnte während seiner Zeit am Hildener Baukreis und auch bis Anfang der 70er Jahre in Hilden an der Klotzstraße 22 später Klotzstraße 16 in Hilden. In dritter Ehe heiratete er am 15. August 1969 die Grafikerin Johanna Margarete Ahrberg, geb. Rühle.